# Mongolia ai XXII Giochi olimpici invernali
La Mongolia ha partecipato ai XXII Giochi olimpici invernali, che si sono svolti dal 7 al 23 febbraio a Soči in Russia, con una delegazione composta da due atleti.

## Sci di fondo
| Gara            | Atleta               | Tempo   | Distacco | Posizione |
| --------------- | -------------------- | ------- | -------- | --------- |
| 15 km maschile  | Bold Byambadorj      | 48'29"6 | +9'59"9  | 80        |
| 10 km femminile | Otgontsetseg Chinbat | 38'43"1 | +10'25"3 | 70        |